# Коммуникация (социальные науки)
Коммуникация (как связь и общение) — от лат. communicatio — сообщение, передача и от лат. communicare — делать общим, беседовать, связывать, сообщать, передавать — принятый в исследованиях термин, которым обозначают операционные системы, повседневно обеспечивающие единство и преемственность человеческой деятельности (см. в этой связи теорию коммуникации, науку о коммуникациях, коммуникационную науку, коммуникативистику, что представляет собой перевод английского термина communication studies), а также метадискурс (Роберт Т. Крэйг).
Процесс коммуникации (в том числе как формы взаимодействия) понимается в качестве одной из основ жизни человека и общества. При этом речь у исследователей идёт как о процессах коммуникации, так и о его результатах.

## Определения
Согласно одному из определений, под коммуникацией как наукой следует понимать совокупность исследований роли коммуникации в обществе, имея в виду её развитие, содержание и структуру коммуникационных процессов, использование их средств и т. д. Например, под коммуникацией можно понимать социально обусловленный процесс передачи и восприятия информации в условиях межличностного и массового общения по различным каналам с помощью разных средств коммуникации. Другие авторы ограничивают понимание коммуникации исследованиями смысловых аспектов социального взаимодействия.
По определению Никласа Лумана, под коммуникацией понимается «некое исторически-конкретное протекающее, зависимое от контекста событие» как совокупность действий, характерных только для социальных систем, при осуществлении которых происходит перераспределение знания и незнания, а не связь или передача информации, или перенос «семантических» содержаний от одной обладающей ими психической системы к другой.
Согласно Бакстер, Силларсу и Вангелисти, коммуникация — это средство, с помощью которого люди конструируют и поддерживают свои отношения.
Понятие «коммуникация» — первооснова для любых процессов жизнедеятельности людей, механизм общения, обмена сообщениями, мыслями, сведениями, идеями; специфическая операция социальных систем по перераспределению знания и незнания между их участниками; средство конструирования и поддержания отношений между людьми.

## История развития коммуникации как науки
Исследования коммуникации выделяются в самостоятельную область общественных наук в связи с развитием технических средств инфокоммуникации, особенно радио в 1920-х годах, а также позднее с развитием техники в целом, в том числе появлением телевидения и компьютеров, а кроме того — с развитием крупных корпораций и процессами глобализации. Развитие теории коммуникации связано со становлением кибернетики, информатики, семиотики, с усложнением математики и инженерных наук.
Первая кафедра коммуникации была открыта в 1940-х годах в США.
Как отмечает А. В. Назарчук, осмысление коммуникационной проблематики шло, как минимум, по трём направлениям:
— англо-американским, направленным на лингвистический анализ и «прояснение языкового опыта» (Людвиг Витгенштейн);
— французским, не ограничивающимся языковой коммуникацией, но включающей различные социальные проблемы коммуникации современного общества, такие как осмысление идеологии и власти, критика капитализма и осмысление дискурса;
— «философией диалога» (Мартин Бубер, Эммануэль Левинас, Михаил Бахтин, Франц Розенцвейг, Фердинанд Эбнер, Ойген Розеншток-Хюсси, Владимир Библер и др.).
Исследовательская школа со своими особенностями и традициями сложилась в Германии. Немецкая коммуникативистика выросла из изучения газетного дела в начале 20 в. (т. н.  Zeitungskunde), которое после 1945 года было переименовано в Publizistikwissenschaft (всё, что связано с изучением различных средств коммуникации: книг, фильмов, газет, радио и пр.), а позднее — в Publikations- und Kommunikationswissenschaft. Вплоть до 1950-х годов исследования были посвящены изучению истории предмета, после чего возобладал социологический теоретико-эмпирический подход. Параллельно в 1970-е годы в Германии возникает новое научное направление — Medienwissenschaft (букв. «наука о средствах коммуникации»), которое также изучает политическую коммуникацию. Kommunikationswissenschaft и Medienwissenschaft часто использовались как взаимозаменяемые понятия. В настоящее время принято единое обозначение Kommunikations- und Medienwissenschaft, что предполагает понимание коммуникации как предмета исследования применительно к различным исследовательским направлениям (об этом см. сайт Германского общества по изучению средств коммуникации и коммуникаций).
Ф. И. Шарков использует неологизм «коммуникология» как средство редукции исследований коммуникации к предлагаемому им пониманию коммуникации, поскольку коммуникология для него — это «система сформированных знаний и деятельность по получению новых знаний о коммуникации, синтезирующие в единое знание (науку): 1) теорию коммуникации; 2) теории различных коммуникаций, разработанные различными авторами (например, теории массовой коммуникации, теории межкультурной коммуникации, многие теории социолингвистический коммуникации, теория эгалитарной коммуникации, и пр.); 3) науки и научные направления, изучающие различные коммуникации (социология коммуникации, психология коммуникации и др.); 4) теорию и практику коммуникативной деятельности в различных сферах общества с помощью различных средств и с различными субъектами».

### Комплекс исследований коммуникации по отношению к другим наукам
Теория коммуникации развивается в рамках других наук.
Так,
- этнография изучает бытовые и культурологические особенности коммуникации как общения в этнических ареалах.
- психология и психолингвистика рассматривает факторы, способствующие передаче и восприятию информации, процесс межличностной и массовой коммуникации, а также различные аспекты коммуницирующих субъектов — коммуникантов.
- лингвистика занимается проблемами вербальной коммуникации — нормативным и ненормативным употреблением слов и словосочетаний в речи — устной и письменной, диалогической и монологической и других её типах.
- паралингвистика рассматривает способы невербальной коммуникации — жесты, мимику, и другие несловесные коммуникативные средства.
- социолингвистика рассматривает социальную природу языка и особенности его функционирования в различных сообществах, механизмы взаимодействия социальных и языковых факторов, обусловливающие контакты между представителями различных групп.
- социология коммуникации изучает социальную коммуникацию, и в частности — функциональные особенности общения представителей различных социальных групп в процессе их взаимодействия и в результате воздействия на их отношение к социальным ценностям данного общества и социума в целом.
- «философия видит в коммуникации одно из атрибутивных свойств материи, обусловленных материальным единством мира и, следовательно, взаимосвязью, взаимозависимостью явлений и процессов действительности. Коммуникация по-разному проявляется на разных уровнях организации материи: от универсальной способности отражения как свойства явлений живой и неживой природы до сложнейшего и многогранного мира человеческого общения»[17].

## Теории и модели коммуникации

### Теории коммуникации
Грачёв полагает, что теории коммуникации, разработанные зарубежными учёными, можно подразделить на две категории: макроуровневые и микроуровневые. Если теории микроуровня концентрируются на отношениях между коммуникаторами и реципиентами, а также на воздействии коммуникации на индивида, то теории макроуровня стараются объяснить коммуникационные процессы на системном уровне.

#### Теории микроуровня
К теориям микроуровня относят, например, следующие теории: «теория волшебной пули» Гарольда Лассуэлла, «теория минимальных эффектов», «теория использования и удовлетворения», первоначально разрабатывавшаяся Элиху Кацем, различные концепции, согласно которым средства массовой коммуникации задают исследователям их повестку дня (англ. «agenda-setting» theories).

#### Теории макроуровня
Данное направление представлено существенно меньшим количеством публикаций, в частности работами Габриэля Алмонда и Джеймса Коулмана, Карла Дойча, Дэвида Истона, Дэвида Ноука (англ. David Knoke) и Джеймса Куклински, Роберта Хакфельдта (Robert Huckfeldt) и Джона Спрага (John Sprague), Роже-Жерара Шварценберга, Тосио Ямагиси (Toshio Yamagishi), Мэри Гиллмор (Mary R. Gillmore), Карен Кук, Никласа Лумана и др.

### Модели коммуникации
В истории развития теории коммуникации С. В. Бориснев выделяет следующие модели:
Линейная (классическая) модель коммуникации Лассуэлла (1948) включает 5 основных элементов коммуникативного процесса: кто? (передаёт сообщение) — коммуникатор; что? (передаётся) — сообщение; как? (осуществляется передача) — канал; кому? (направлено сообщение) — аудитории; с каким эффектом? (эффективность сообщения) — результат.
Социально-психологическая модель коммуникации Ньюкомба, задающая динамику изменений, к которым будет стремиться коммуникация. Данная модель старается учитывать как отношения, складывающиеся между общающимися, так и их отношения к объекту разговора, и постулирует, что общей тенденцией в коммуникации является стремление к симметрии. При совпадении отношений друг к другу у общающихся, они будут стремиться к совпадению их отношения к объекту, о котором идёт речь. При несовпадении отношения друг к другу, будет не совпадать и отношение к объекту речи. Совпадение отношений к объекту разговора при несовпадении отношений друг к другу будет восприниматься как ненормальное.
Шумовая модель коммуникации Шеннона — Уивера дополнила линейную модель существенным элементом — помехами (шумами), затрудняющими коммуникацию. Авторы выделили технические и семантические шумы — первые связаны с помехами в передатчике и канале, а вторые с искажением передаваемых значений при восприятии содержания. При этом, коммуникация концептуализировалась авторами как линейный, однонаправленный процесс.
Факторная модель коммуникации Малецке является одним из многочисленных вариантов развития модели коммуникации Шеннона-Уивера включила, помимо базовых элементов, ещё около двух десятков факторов, составляющих контекст процесса коммуникации и активно влияющих на его субъектов.
В циркулярной (замкнутой), сбалансированной модели коммуникации Осгуда — Шрамма (1954) было предложено рассматривать отправителя и получателя информации как равноправных партнёров, а также был сделан акцент на обратной связи, которая уравновешивала связь прямую: кодирование — сообщение — декодирование — интерпретация — кодирование — сообщение — декодирование — интерпретация.
Текстовая модель коммуникации Пятигорского осмысливает коммуникацию человека с собой и другими, которую он осуществляет через (письменный) текст. Согласно данной модели, коммуникация всегда осуществляется в определённой коммуникативной ситуации связи с другими лицами.
Согласно Д. П. Гавре, в теории коммуникации можно выделить 2 основных подхода к её пониманию:
- процессно-информационный подход, в рамках которого разрабатывались такие теоретические модели коммуникации, как модель Г. Лассуэлла, математическая модель коммуникации Клода Шеннона и Уоррена Уивера[англ.], социально-психологическая модель коммуникации Теодора Ньюкомба[англ.], модель Джорджа Гербнера[англ.], интегральная (обобщённая) модель коммуникации Брюса Уэстли (англ. Bruce Westley) и Малкольма Маклина (Malcolm S. MacLean Jr), трансакционная модель коммуникации представителя техасской школы коммуникации Алексиса Тэна (Alexis Tan).
- семиотический подход, акцентирующий внимание на знаках и знаковых системах, представлен следующими разработками: структурно-лингвистическое направление и концепция знака Фердинанда де Соссюра, логико-философское направление и модель знаков Чарльза Пирса, логическая модель знаков Готлоба Фреге, а также работы Чарльза Морриса, Огдена и Ричардса.

И. П. Яковлев предлагает также говорить о:
- системно-кибернетической методологии, в рамках которой в науку о коммуникациях был сделан важный вклад, в частности такими социологами, как Толкотт Парсонс и Никлас Луман, такими кибернетиками, как Норберт Винер (в частности, осмысление прямой и обратной связи) и Хейнц фон Фёрстер (различение кибернетики первого и второго порядка);
- когнитивных теориях коммуникации (Чарльз Осгуд);
- влиянии структурализма на осмысление коммуникации (Клод Леви-Стросс);
- критическом подходе к коммуникации (марксизм, Франкфуртская школа, направление исследования коммуникации как проблемы культуры [Ричард Хоггарт, Реймонд Уильямс, Стюарт Холл]), в рамках которого через рассмотрение и анализ дискурсов, действий и текстов как несущих определённые идеологии, поддерживающие и укрепляющие власть одних социальных классов и групп над другими, рассматривается роль власти и насилия в коммуникационных процессах.

Схему (модель) коммуникации, понимаемой как речевое событие и близкой к модели Клода Шеннона, предложил Роман Якобсон, однако в отличие от Шеннона, ключевую роль в коммуникации отвёл не информации, а языку: от адресанта к адресату направляется сообщение, созданное и интерпретируемое с помощью кода, общего для всех участников коммуникации. Кодом является язык, рассматриваемый как система, приводящая в соответствие чувственно данному предмету, знаку, некоторое подразумеваемое значение. Каждый человек — член различных коммуникационных сообществ, а значит и носитель различных кодов. Коммуникация, как передача сообщений всегда происходит в контексте других сообщений (принадлежащим к тому же акту коммуникации или связывающих вспоминаемое прошлое с предполагаемым будущим, задавая тем самым основополагающий вопрос об отношении данного сообщения к универсуму дискурса), влияющем на кодирование и интерпретации сообщений участниками коммуникации.
Ю. М. Лотман оспаривал модель коммуникации Р. Якобсона, указывая на то, что у двух людей не может быть абсолютно одинаковых кодов, а язык следует рассматривать как код вместе с его историей. При полном подобии/соответствии/эквивалентности того, что говорится, и того, как это воспринимается, согласно Ю. М. Лотману потребность в коммуникации вообще исчезает, так как становится не о чём говорить, а остаётся лишь передача команд. Код, как языковая игра у Л. Витгенштейна, индивидуализирует коммуникацию, а последняя, таким образом, предстаёт как перевод с языка моего «я» на язык твоего «ты». В качестве субстрата коммуникации, в котором происходит встреча множества кодов и многих коммуникантов Ю. М. Лотманом рассматривается текст. Последний выступает и как память коммуникации, и одновременно, как её границы. Ю. М. Лотман различает «обычную» коммуникацию, которая происходит в системе «я — он», и аутокоммуникацию, происходящую в системе «я — я»; в рамках аутокоммуникации сообщение приобретает новый смысл, поскольку меняются условия, время и контекст сообщения, то есть сообщение перекодируется. Передача сообщения самому себе вызывает перестройку структур собственной личности (например, нельзя прочитать дневник также, как он был написан). Аутокоммуникация связана с любым актом авторства, так как каждый текст несёт сообщение и самому себе. Понятие аутокоммуникации расширяется у М. Ю. Лотмана до понятия мышления, с необходимым, сопровождающим его процессом внутренней речи.
В русле рассмотрения социальной проблематики, в прочтении структурализма, возможность коммуникации основана на какой-либо системе знаков, то есть на определённом языке, в качестве которого, согласно К. Леви-Строссу, может рассматриваться любая система социальных отношений любой их вид, то есть множество операций, обеспечивающих возможность общения между индивидами или группами. Видение в каждом виде социальных отношений язык, приводит к рассмотрению любого социального взаимодействия как той или иной формы коммуникации. Согласно К. Леви-Строссу, каждая система коммуникации и все они в совокупности имеют своей задачей конструирование той или иной социальности (социальной реальности); этот процесс осуществляется ценностями, скрепляющими общества воедино, посредством символов, способности донести и соблюсти смысл, заложенный в социальные ритуалы.
Коммуникация рассматривается в русле семиологии Ролана Барта, через концепт мифа, понимаемого как коммуникативная система, в которой важен не сам объект сообщения, но форма сообщения, то есть то, как об этом объекте сообщается в целях определённой коммуникации. Мифы, как и метафоры, служат расширению функций регулярной коммуникации, позволяя надстраивать коммуникативные миры иных порядков над семиотической системой первого порядка, тем самым создавая богатство коммуникации, изобилие смыслов.

### Коммуникативные действия (акты) и их типология
Теория коммуникативных актов Теодора Ньюкомба
Теория коммуникативных актов Ньюкомба (от лат. соmmunicatiо — общаться) — социально-психологическая когнитивная теория, объясняющая возникновение приязни и неприязни. В целом концепции структурного баланса и коммуникативных актов позволяют лишь зафиксировать некоторое расхождение (диссонанс) в восприятии людьми друг друга (или других лиц), но не позволяют достаточно определённо предсказать будущую направленность изменения их взглядов.
Теория средств коммуникации Маршалла Маклюэна
Согласно Маршаллу Маклюэну, средство коммуникации следует понимать как сообщение. Например, содержанием кинофильма является роман, содержанием романа — речь и т. д. Средства коммуникации являются внешним продолжением сознания человека и его органов в целом. В книге «Понимание медиа: внешние расширения человека» в этом качестве он рассматривает одежду, жилища и др., показывая, как эти «продолжения человека вовне» отражаются в языке и регулируют общение. Так, одежда и жилище как средства коммуникации упорядочивают жизнь человеческих общностей; город как таковой — это такое средство коммуникации, которое продолжает вовне коллективное сознание и тело, регулируя отношения с окружающей средой (жилищем без стен как более обширным местом обитания человека). В качестве внешних продолжений человека, выступающих средствами коммуникации, М. Маклюэн рассматривает, по существу, все артефакты.
Согласно М. Маклюэну, все средства коммуникации являются «переводчиками» одних видов опыта и энергии в другие. Например, деньги как средство коммуникации переводят умение и опыт одного рабочего в умение и опыт другого. М. Маклюэн исследовал также то, как средства коммуникации создают и воспроизводят социальные отношения.

## Разновидности коммуникации
По средствам осуществления коммуникации принято выделять следующие основные её виды:
- вербальная коммуникация;
- невербальная коммуникация, или коммуникация, осуществляемая в паралингвистическом дискурсе[31]:
  - коммуникация с помощью знаков;
  - коммуникация с помощью жестов;
  - коммуникация с помощью символов;
  - коммуникация с помощью других паралингвистических средств (например, мимики, поз и др.).

По субъектам коммуникации и типу отношений между ними принято выделять следующие её виды:
- межличностная коммуникация — вид личностно-ориентированного общения, связанный с обменом сообщениями и их интерпретацией двумя или более индивидами, вступившими в определённые отношения между собой; вид коммуникации в ситуации межличностных взаимодействий и/или отношений[33];
- межгрупповая коммуникация — вид взаимодействия людей, детерминируемый их принадлежностью к различным социальным группам и категориям населения, независимый от их межличностных связей и индивидуальных предпочтений[34];
- публичная коммуникация — вид институционального (статусно-ориентированного) общения с публикой (значительным числом слушателей); сообщение в такой коммуникации затрагивает общественные интересы и приобретает публичный характер[35];
- массовая коммуникация — процесс систематического распространения информации, носящий институциональный характер, а также передача специально подготовленных сообщений с помощью различных технических средств на численно большие, анонимные, рассредоточенные аудитории; является регулятором динамических процессов общественного сознания, интегратором массовых настроений, а также мощным средством воздействия на индивидуальность и группы[36].